# クウェート大学

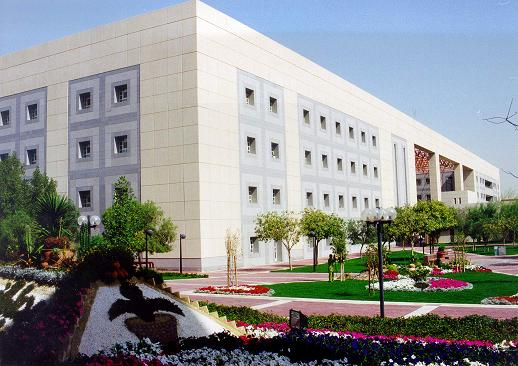
クウェート大学カルディヤキャンパス

クウェート大学（英：Kuwait University, 略称：KU）は、クウェートの首都・クウェート市にある大学。

## 概要
1966年10月8日に理学部、文学教育学部、女子大学の3学部で開校。1999年-2000年には12の学部で19000人を超える学生が学んでいる。中東地域で上位5大学に入る名門大学である。

## 歴史
- 1966年 - 開校
- 1967年 - 理学医学部を編成、法学部を設立
- 1973年 - 医学部設立、1976年-1977年より講義を開始
- 1974年 - 工学・石油部を設立
- 1977年 - 大学院を設立
- 1980年 - 教育学部を設立、1981年-1982年より講義を開始
- 1982年 - 土木工学部を設立
- 1983年 - 健康科学・看護学部を設立（医学部より編成）
- 1996年 - 薬学部を設立、同年5月歯学部を設立
- 1998年 - 社会学部を設立